# Porntip Papanai
 (mai 2019).
Porntip Papanai (RTGS: Phonthip Papanai; thai: พรทิพย์ ปาปะนัย), surnommée Cartoon (thaï : การ์ตูน), née en 1982 à Krabi, est une actrice thaïlandaise et mannequin.

## Biographie
Porntip Cartoon Papanai commence sa carrière comme mannequin.
En 2001, elle obtient son premier rôle au cinéma, le rôle d'une jolie chanteuse à succès confrontée au monde impitoyable du show business, dans le film Monrak Transistor de Pen-ek Ratanaruang(sorti dans les salles en France en novembre 2001 après avoir été projeté au festival de Cannes 2001) . 
Depuis, Pen-ek lui fait confiance et fait appel régulièrement à elle : rôle de la timide et séduisante femme de chambre qui se livre à des jeux érotiques avec le barman Ananda Everingham dans Ploy (2007) (projeté à Cannes 2007 à la Quinzaine des réalisateurs avec les scènes sensuelles entre Ananda et Porntip non censurées) ; rôle principal de la nymphe, une entité (un fantôme, une créature, une hamadryade) qui n'a rien de monstrueux et dont les apparitions ne sont jamais accompagnées de bruitage ou musique visant à donner la chair de poule, rapporte Pen-ek dans l'interview du dossier de presse français de Nang Mai (ou La Nymphe) du festival de Cannes 2009.
Elle joue le rôle principal du fantôme de Mae Nak dans Ghost of Mae Nak ; elle obtient aussi un rôle secondaire dans la fresque fantastique pseudo-historique à gros budget Pirates de Langkasuka (2008) réalisée par Nonzee Nimibutr ; et elle figure dans Soi Cowboy (projeté à Cannes en 2008) et le film policier Mindfulness and Murder (2010).
C'est donc l'actrice thaïlandaise dont le plus de films (4 films) ont été projetés au festival de Cannes avec Jenjira Pongpas (4 films et un moyen métrage et un court-métrage).
Elle a fait de la figuration dans deux séries télévisées diffusées sur Channel 7 : แม่สื่อจอมป่วน (2018) et กาเหว่า (2020) ; et elle continue son métier de mannequin.

## Filmographie
- 2001 : Monrak Transistor[10]
- 2005 : Ghost of Mae Nak (นาค รักแท้ วิญญาณ ความตาย)[11],[12]
- 2006 : The Elephant King (Ruedu hang rak / Season of Love)
- 2007 : Ploy[13],[14]
- 2008 : Soi Cowboy
- 2008 : Pirates de Langkasuka
- 2009 : La Nymphe (Nang Mai)[15]
- 2010 : Mindfulness and Murder (Sop-mai-ngeap)
- 2012 : ขุนรองปลัดชู (Khun Roong Plat Chu)